# Miusyns'k
Miusyns'k (Ucraino: Міусинськ; russo: Миусинск) è un centro abitato dell'Ucraina, situato nell'oblast' di Luhans'k della regione storica del Donbass,  ma de facto situato nel  Repubblica Popolare di Lugansk.